# Taximastinocerus beniensis
Taximastinocerus beniensis är en skalbaggsart som beskrevs av Wittmer 1976. Taximastinocerus beniensis ingår i släktet Taximastinocerus och familjen Phengodidae. Inga underarter finns listade i Catalogue of Life.